# W48
W48 — американський ядерний артилерійський снаряд, який можна було вистрілити з будь-якої стандартної 155 міліметрової гаубиці. Тактична ядерна зброя, яку виготовляли з 1963 року, всі її похідні варіатни були зняті з експлуатації в 1992 році. На службі США була відома як XM454 AFAP (артилерійський атомний снаряд).
Зброя мала розміри 86 сантиметрів завдовжки, важила 54 кілограми і випускалася у двох варіантах; Mod 0 і Mod 1. Вважалося, що тротиловий еквівалент становив 72 тони, що робить її однією з найменших ядерних боєприпасів, коли-небудь розроблених США.